# Josep Vivó Parpal
Josep Vivó Parpal (Ciutadella, 1725-1791). Glosador menorquí.
Fill de Gabriel Vivó i de Jerònia Parpal. Era ferrer d'ofici. El 1757 es va casar amb Maria Miret Sastre. És uns dels grans glosadors mítics de Menorca, amb anomenada destacada a Menorca i Mallorca. En els seus darrers anys es va veure afectat de la malaltia de tremolor, vivint a la penúria. Cada any feia d'apòstol en el lavatori del Dijous Sant a la Seu de Ciutadella. Després els donaven un dinar i una peça de roba. Un any demanà que li donassin, si podia ser, un sau (gec o americana), ja que no en tenia, i després va fer aquesta glosa: 
| «            | Es Dijous Sant de la Cena Crist sacrificà un anyell, i noltros en aquest pagell, li hem cruixida s'esquena, un sau nou i panxa plena i cada dia vengués ell | » |
| — Josep Vivó | |   |

Filla seva va ser Paula Vivó Miret, Vivona, nascuda el 1758, que també fou una notable glosadora. En una avinentesa un glosador mallorquí li digué:
| « | Vós que en sou sa seva fia de Mestre Josep Vivó, aquell qui té tremolor i quan dorm sempre somia? | » |

Na Vivona li entimà:
| « | Si el pobre té tremolor, ell no se l’ha elcasionat, ni desitja tenir-ló: és Déu es qui li ha enviat. Mon pare és mestre Vivó, homo molt anomenat: moltes voltes s'ha provat amb glosadors de Maó; vós ho pensau fer millor… massa us veig desmanyutat. [...] I sí que en som sa seua fia per defensar-lo si perd: que en sap més ell quan somia que vós quan estau despert. | » |